# La Reforma (Alto Lucero)
La localidad de La Reforma está situada en el municipio de Alto Lucero de Gutiérrez Barrios, en el estado de Veracruz de Ignacio de la Llave. Tiene 1890 habitantes. La Reforma está a 660 metros de altitud. 
Cuenta con aproximadamente 578 casas construidas.
La localidad se divide en 3 zonas, 2 residenciales que destacan llamadas suburbio "Buenos Aires" y suburbio "La bolsa del Diablo" y la zona conocida como "El bajio". Su principal vía de acceso es la carretera que comunica la localidad de Actopan y La Reforma, pavimentada en su totalidad, también cuenta con la carretera que conecta con las localidades de Alto Lucero, El tizar y Topiltepec, para un total de 4 accesos, dándole un lugar privilegiado en el sistema de caminos del municipio.
Cuenta con 2 campos deportivos, uno con cancha profesional y un centro médico. Tiene 2 minicentros comerciales, 2 distribuidores de aceros y herrería, 1 taller mecánico automotriz y 2 centros de entretenimiento nocturno. Es conocida como la localidad más activa, económicamente hablando, de toda la región del municipio de Alto Lucero. Cuenta con grandes recursos naturales y en la última década ha tenido un aumento significativo en materia de comercio y construcción inmobiliaria he inversión.
Sus principales ingresos provienen de la agricultura, la ganadería, el comercio, la herrería, el turismo, el sector de la construcción de viviendas y la producción de mango, en su mayoría es enviado a la Ciudad de México.